# 黎厚希
黎厚希（英語：Lai Hau Hei，1995年1月19日—），生於香港，香港足球運動員，司職進攻中場，現時自由身。

## 球會生涯
黎厚希生於香港，在元朗成長，就讀金巴崙長老會耀道小學和遵理學校。他一直於元朗區青年梯隊接受正統足球訓練，小時候他在元朗飛馬青年隊擔任進攻位置，於2013年升上香港超級聯賽球隊標準流浪一隊，在2015年4月13日以1–3不敵南華的足總盃8強取得了職業生涯首個入球。黎厚希在2015年5月1日以1–2不敵東方的聯賽取得首個聯賽入球，2015年6月5日，九巴元朗青訓產品黎厚希回歸母會惟兩季內上陣機會不多，於2017年7月加盟新成立的港超聯球隊夢想FC。

## 國際賽生涯
2016年7月15日，黎厚希入選香港U21的決選名單，岀戰在新加坡舉行的新加坡四國賽，最終兩戰全敗。2017年5月11日，黎厚希於香港U22對港超球隊標準灝天的熱身賽，由防守中場轉踢進攻中場的位置，取得入球之餘，也策動了反超前入球的攻勢，表現獲主教練金判坤稱讚，並隨即到隨隊到緬甸參與KBZ銀行盃，不過未有太多上陣機會。他於2017年7月入選香港U22代表隊，參與在朝鮮舉行的的亞洲23歲以下錦標賽外圍賽，但最後香港以1勝2和不敗的成績，未能成為五隊最佳次名之一，無緣晉身決賽周。

## 榮譽
香港代表隊
- 港澳青年埠際賽冠軍（2012年）

## 外部連結
- 香港足球總會網頁球員註冊資料（页面存档备份，存于）
- Soccerway資料庫：Lai Hau Hei